# Ла-Сьєнега (Нью-Мексико)
Ла-Сьєнега (англ. La Cienega) — переписна місцевість (CDP) в США, в окрузі Санта-Фе штату Нью-Мексико. Населення — 3885 осіб (2020).

## Географія
Ла-Сьєнега розташована за координатами 35°35′4″ пн. ш. 106°6′33″ зх. д. / 35.58444° пн. ш. 106.10917° зх. д. (35.584434, -106.109035).  За даними Бюро перепису населення США в 2010 році переписна місцевість мала площу 30,70 км², з яких 30,70 км² — суходіл та 0,00 км² — водойми.

## Демографія
Згідно з переписом 2010 року, у переписній місцевості мешкало 3819 осіб у 1259 домогосподарствах у складі 920 родин. Густота населення становила 124 особи/км².  Було 1340 помешкань (44/км²).
Расовий склад населення:
| - 63,0 % — білих - 1,9 % — корінних американців - 0,8 % — азіатів - 0,2 % — чорних або афроамериканців - 0,1 % — вихідців з тихоокеанських островів - 31,4 % — осіб інших рас |

До двох чи більше рас належало 2,6 %. Частка іспаномовних становила 80,4 % від усіх жителів.
За віковим діапазоном населення розподілялося таким чином: 30,7 % — особи молодші 18 років, 62,2 % — особи у віці 18—64 років, 7,1 % — особи у віці 65 років та старші. Медіана віку мешканця становила 34,5 року. На 100 осіб жіночої статі у переписній місцевості припадало 101,8 чоловіків;  на 100 жінок у віці від 18 років та старших — 103,5 чоловіків також старших 18 років.
Середній дохід на одне домашнє господарство  становив 62 099 доларів США (медіана — 54 545), а середній дохід на одну сім'ю — 63 355 доларів (медіана — 53 295). Медіана доходів становила 37 663 долари для чоловіків та 32 029 доларів для жінок. За межею бідності перебувало 15,6 % осіб, у тому числі 26,0 % дітей у віці до 18 років та 0,0 % осіб у віці 65 років та старших.
Цивільне працевлаштоване населення становило 1272 особи. Основні галузі зайнятості: освіта, охорона здоров'я та соціальна допомога — 28,7 %, будівництво — 12,0 %, мистецтво, розваги та відпочинок — 9,8 %, роздрібна торгівля — 9,7 %.